# Heliconius meriana
Heliconius meriana är en fjärilsart som beskrevs av Turner 1967. Heliconius meriana ingår i släktet Heliconius och familjen praktfjärilar. Inga underarter finns listade i Catalogue of Life.